# Torreperogil
Torreperogil er en by og kommune i det sydlige Spanien i provinsen Jaén. Den har et indbyggertal på 7.113 (2024) indbyggere.